# Gavilan (serie televisiva)
Gavilan  è una serie televisiva statunitense in 13 episodi trasmessi per la prima volta nel corso di una sola stagione dal 1982 al 1983.

## Trama
Robert Gavilan è un ex agente della CIA che ora lavora per l'Istituto Oceanografico diretto da Marion Jaworski. Ogni tanto, qualcuno dal suo passato (spie o ex agenti) si rivolge a lui per chiedere il suo aiuto. Milo Bentley è un vecchio amico di suo padre ed ex agente speciale che lo aiuta nei suoi casi.

## Personaggi e interpreti
- Robert Gavilan, interpretato da	Robert Urich.
- Milo Bentley, interpretato da	Patrick Macnee.
- Marion Jaworski, interpretato da	Kate Reid.

## Produzione
La serie fu prodotta da MGM Television e Mandy Films e girata a Saint Thomas (Isole Vergini americane). Le musiche furono composte da Steve Dorff.

### Registi
Tra i registi della serie sono accreditati:
- Charlie Picerni (4 episodi, 1982)
- Corey Allen

## Distribuzione
La serie fu trasmessa negli Stati Uniti dal 1982 al 1983 sulla rete televisiva NBC. In Italia è stata trasmessa dal 30 giugno 1985 su Canale 5 e poi su reti locali con il titolo Gavilan.
Alcune delle uscite internazionali sono state:
- negli Stati Uniti il 26 ottobre 1982 (Gavilan)
- in Francia (Gavilan)
- in Italia (Gavilan)

## Episodi
| Stagione       | Episodi | Prima TV USA | Prima TV Italia |
| -------------- | ------- | ------------ | --------------- |
| Prima stagione | 13      | 1982-1983    | 1985            |